# Museu Bode
O Museu Bode (em alemão: Bode-Museum) pertence a um grupo de museus na Ilha dos Museus, em Berlim. Seu nome é uma homenagem ao primeiro curador, Wilhelm von Bode, em 1956.
Abriga uma coleção de esculturas, arte bizantina, moedas e medalhas. A coleção de esculturas mostra a arte da Cristandade Oriental (com ênfase na Igreja Ortodoxa Copta, no Egito), esculturas do Império Bizantino e Ravena, Idade Média, do Gótico italiano e do começo do Renascimento. 
Obras alemãs do final do Gótico estão representadas por Tilman Riemenschneider, pela Renascença do sul da Alemanha e pelo barroco prussiano até o século XVIII. 
Abriga também uma das maiores coleções de numismática do mundo, de moedas que remetem ao começo da Casa da Moeda, na Anatólia do século VII AC até moedas atuais. São mais de 750 mil itens.   